# 海南水库列表
根据中华人民共和国水利部发布的《中国水库名称代码》（中华人民共和国行业标准SL259-2000）将海南省所有大型水库及中型水库列表如下：

## 大型水库
| 水库       | 水系   | 总库容 亿立方米 | 位置   |
| ---------- | ------ | --------------- | ------ |
| 松涛水库   | 南渡江 | 33.40           | 儋州市 |
| 大广坝水库 | 昌化江 | 17.10           | 东方市 |
| 牛路岭水库 | 万泉河 | 7.79            | 琼海市 |
| 大隆水库   | 宁远河 | 4.68            | 三亚市 |
| 万宁水库   | 太阳河 | 1.52            | 万宁市 |
| 长茅水库   | 望楼河 | 1.44            | 乐东县 |
| 石碌水库   | 石碌河 | 1.41            | 昌江县 |

## 其他水库
- 春江水库  儋州市松鸣乡
- 沙河水库  儋州市那大镇
- 红洋水库  儋州市海头镇
- 高坡岭水库  东方市罗带乡
- 天安水库  东方市天安乡
- 陀兴水库  东方市感城镇
- 探贡水库  东方市新街镇
- 湾溪水库  东方市新龙镇
- 合水水库  琼海市福田镇
- 石合水库  琼海市万泉镇
- 美容水库  琼海市大路镇
- 南塘水库  琼海市会山乡
- 中平仔水库  琼海市会山乡
- 官墓水库  琼海市文市乡
- 文岭水库  琼海市大路镇
- 长茅水库 乐东县千家
- 沙坡水库 海口市龙华区
- 永庄水库  海口市秀英区
- 赤田水库 三亚市藤桥镇
- 抱古水库  三亚市崖城镇
- 福万水库  三亚市高峰乡
- 水源池水库  三亚市羊栏镇
- 汤他水库  三亚市高峰乡
- 半岭水库  三亚市荔枝沟镇
- 丁荣水库 琼山市三江镇
- 岭北水库  琼山市东山镇
- 凤圮水库  琼山市甲子镇
- 凤潭水库  琼山市大致坡
- 云龙水库  琼山市云龙镇
- 铁炉水库  琼山市潭文镇
- 玉凤水库  琼山市美安镇
- 宝芳水库 文昌市宝芳乡
- 八角水库  文昌市重兴镇
- 爱梅水库  文昌市冯坡镇
- 湖山水库  文昌市湖山乡
- 龙虎山水库  文昌市公坡镇
- 东路水库  文昌市东路镇
- 石壁水库  文昌市蓬莱镇
- 万宁水库 万宁县长丰
- 碑头水库  万宁县礼纪镇
- 军田水库  万宁县禄马乡
- 加坦水库  万宁县龙滚镇
- 南扶水库 定安县雷鸣镇
- 白塘水库  定安县黄竹镇
- 木色水库 屯昌县枫木镇
- 良坡水库  屯昌县屯效乡
- 雷公滩水库  屯昌县枫木镇
- 加乐潭水库  屯昌县新兴县镇
- 美亭水库 澄迈县美亭乡
- 促进水库  澄迈县山口乡
- 南方水库  澄迈县文儒乡
- 加潭水库  澄迈县太平乡
- 福山水库  澄迈县福山镇
- 尧龙水库 临高县和舍镇
- 跃进水库  临高县和舍镇
- 珠碧江水库 白沙县荣邦乡
- 坡生水库  白沙县细水乡
- 石门水库 乐东县九所镇
- 大安水库  乐东县大安乡
- 南木水库  乐东县志仲镇
- 陈考水库  乐东县大安乡
- 三曲沟水库  乐东县黄流镇
- 小妹水库 陵水县吊罗山
- 田仔水库  陵水县田仔乡
- 走装水库  陵水县群英乡
- 黎跃水库  陵水县本号镇
- 辉草水库  琼中县长征镇
- 沉香湾水库  兴隆农场一区二队
- 小南平水库  陵水县岭门农场